# Ommatius taeniomerus
Ommatius taeniomerus là một loài ruồi trong họ Asilidae. Ommatius taeniomerus được Rondani miêu tả năm 1875. Loài này phân bố ở miền Ấn Độ - Mã Lai.